# 布哈伊夫卡 (丘胡伊夫區)
50°8′39″N 36°51′58″E / 50.14417°N 36.86611°E
布哈伊夫卡（烏克蘭語：Бугаївка），2016年前名為雷沃柳齊內（烏克蘭語：Революційне），是位於烏克蘭東部的村莊，由哈爾科夫州丘胡伊夫区的沃夫昌斯克市鎮負責管轄。該村始建於1640年，面積2.53平方公里，海拔高度118米，2001年人口803。